# Gerecht (voedsel)

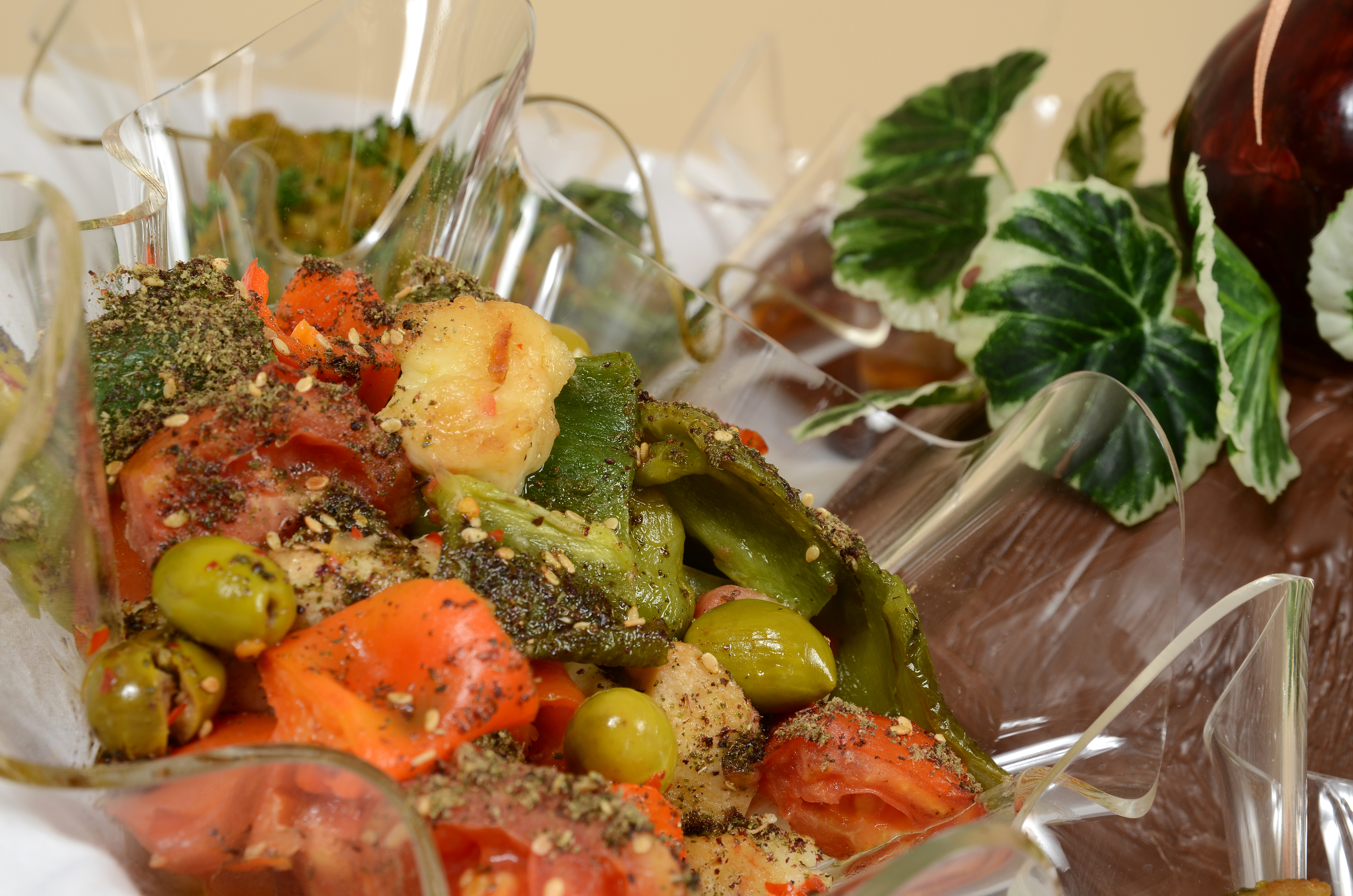
Een groentegerecht

Een gerecht is een enkelvoudig onderdeel van een diner, of een op zichzelf staande maaltijd. Het is door middel van kookkunst samengesteld uit meerdere ingrediënten. 
Men kan spreken over een voorgerecht, hoofdgerecht, tussengerecht of nagerecht. Als hier sprake van is in een menu in een restaurant, wordt het type gerecht of hoofdingrediënt niet prijsgegeven, enkel de mogelijke plaats - ook wel gang genoemd. Ook kan men spreken over een groente-, vis-, vleesgerecht enzovoort. Dan wordt het type gerecht wel prijsgegeven, maar is nog niet bekend wat het als hoofdingrediënt zal bevatten.
Nauwkeuriger kan men spreken over bijvoorbeeld een aubergine- of kip-gerecht. Met deze benamingen weet een gast of genodigde welk hoofdingrediënt zij of hij kan verwachten. 
Omdat een gerecht op velerlei wijzen is te bereiden, kunnen de smaken door een gastvrouw/heer, kelner of de kok zelf, nader worden toegelicht.